# Respect My Hustle
RMH eller Respect My Hustle var ett skivbolag och ett musikkollektiv. Babak Azarmi grundade bolaget. Artisterna som var medlemmar var rapparna Adam Tensta, Erik Lundin (tidigare Eboi), Silvana Imam, Michel Dida och Nebay Meles samt sångarna Cherrie och Leslie Tay. Producenter som var med bland annat Nisj och Amr Badr. Skivbolaget bestod av cirka 15 personer. 
År 2013 hade kollektivet stora framgångar på Grammisgalan där de vann flera priser.
År 2017 lades kollektivet ner. En planerad gemensam turné med Cherrie, Silvana Imam och Erik Lundin ställdes in. Därefter skapades organisation Trans94 av Babak Azarmi.